# Metropolia Montevideo
Metropolia Montevideo − jedyna metropolia rzymskokatolicka w Urugwaju.

## Diecezje wchodzące w skład metropolii
- Archidiecezja Montevideo
- Diecezja Canelones
- Diecezja Florida
- Diecezja Maldonado-Punta del Este-Minas
- Diecezja Melo
- Diecezja Mercedes
- Diecezja Salto
- Diecezja San José de Mayo
- Diecezja Tacuarembó